# Betula honanensis
Betula honanensis là một loài thực vật có hoa trong họ Betulaceae. Loài này được S.Y.Wang & C.L.Chang mô tả khoa học đầu tiên năm 1980.